# Cal Guillem (Sant Cugat del Vallès)
Cal Guillem és una obra de Sant Cugat del Vallès (Vallès Occidental) protegida com a Bé Cultural d'Interès Local.

## Descripció
Casa d'una sola planta a la qual se li va afegir posteriorment un altre pis fet amb una estructura metàl·lica i tancament de vidre de manera que es veu clarament que és un afegit.
La composició de la façana que dona a la plaça posa èmfasi en el ritme que marquen les pilastres amb arrebossat imitant carreus i en la cornisa coríntia que ressegueix les pilastres i s'estén en tota la façana lateral del carrer Girona. La cornisa es recolza en mènsules de morter moldejat, incloses en un fris decorat amb motius florals de roselles i tijes.
La planta baixa està rematada per una balustrada formada per peces morter moldejat amb un baix relleu floral.